# Chadron, Haute-Loire

Chadron este o comună în departamentul Haute-Loire, Franța. În 2009 avea o populație de 255 de locuitori.